# Gmina Świętajno (Powiat Olecki)
Die Gmina Świętajno ist eine Landgemeinde mit rund 1100 Einwohnern im Powiat Olecki der Woiwodschaft Ermland-Masuren in Polen. Sie hat etwa 3900 Einwohner und ihr Sitz ist das gleichnamige Dorf (deutsch Schwentainen) mit etwa 1100 Einwohnern.

## Geographie
Die Gemeinde liegt im Südwesten des Powiats. Sie hat eine Fläche von nahezu 215 km², von der 55 Prozent land- und 25 Prozent forstwirtschaftlich genutzt werden.
Nachbargemeinden sind im Powiat Olecki die Kreisstadt Olecko (Oletzko/Marggrabowa/Treuburg) sowie die Landgemeinde Kowale Oleckie (Kowahlen) und im Powiat Ełcki die Landgemeinden Ełk (Lyck) sowie Stare Juchy (Alt Jucha') und im Powiat Giżycki (Lötzen) die Landgemeinden Kruklanki (Kruglanken) und Wydminy (Widminnen).

## Geschichte
Vor 1945 bestanden im Gemeindegebiet zwei Bahnlinien: 
- Die Bahnstrecke Kruglanken–Marggrabowa (Oletzko)/Treuburg mit den Bahnstationen Wronken (polnisch Wronki) und Griesen (Gryzy)
- Die Bahnstrecke Marggrabowa–Schwentainen der Oletzkoer Kleinbahnen (Treuburger Kleinbahnen) mit den Bahnstationen Sayden (Zajdy), Giesen (Giże), Duttken (Dudki) und Konradsfelde (Rogowszczyzna).

Im heutigen Gemeindegebiet gab es bis 1945 zwei evangelische Pfarrkirchen, die Kirchen Czychen und Schwentainen. Beide gehörten zum Kirchenkreis Oletzko/Treuburg in der Kirchenprovinz Ostpreußen der Kirche der Altpreußischen Union.

## Kirchen
Die seit 1945 katholischen Kirchen Cichy und Świętajno mit einer Filialkirche in Wronki gehören zum  Dekanat Olecko – Niepokalanego Poczęcia Najświętszej Mary Panny im Bistum Ełk der Römisch-katholischen Kirche in Polen.

## Gliederung
Zur Landgemeinde (gmina wiejska) Świętajno gehören 24 Dörfer (deutsche Namen amtlich bis 1945) mit einem Schulzenamt (sołectwo):
| - Barany (Barannen, 1938–1945 Barnen) - Borki (Borken) - Chełchy (Chelchen, 1938–1945 Kelchen) - Cichy (Czychen, 1938–1945 Bolken) - Dudki (Duttken, 1938–1945 Sargensee) - Dunajek (Duneyken, 1938–1945 Duneiken) - Dworackie (Dworatzken, 1934–1945 Herrendorf) - Dybowo (Diebowen, 1938–1945 Diebauen) - Giże (Giesen) - Gryzy (Griesen) - Jelonek (Grünheyde, 1938–1945 Grünheide, Dorf) - Jurki (Jurken, 1938–1945 Jürgen) | - Kije (Röbel) - Krzywe (Krzywen, 1934–1945 Bergenau) - Kukówko (Kukowken, 1938–1945 Heinrichstal) - Mazury (Masuhren, 1938–1945 Masuren) - Orzechówko (Orzechowken, 1938–1945 Nußdorf) - Pietrasze (Pietraschen, 1938–1945 Petersgrund, Gut) - Połom (Polommen, 1938–1945 Herzogsmühle) - Rogojny (Rogonnen, Dorf) - Sulejki (Suleyken, 1938–1945 Suleiken) - Świętajno (Schwentainen) - Wronki (Wronken, 1938–1945 Fronicken) - Zalesie (Salleschen, 1938–1945 Tannau) |

Kleinere Ortschaften der Gemeinde sind Cichy Młyn, Jurki (osada), Jurkowo, Leśniki (Leschnicken, 1936–1945 Kleinheinrichstal), Niemsty (Könitzberg, 1929–1945 Gertrudenhof), Nowiny (Neusaß), Rogowszczyzna (Rogowszisna, 1911–1945 Konradsfelde), Smolnik (Theerbude), Świdrówko (Schwidrowken I, 1929–1945 Eduardsfelde) und Zajdy (Sayden).

## Verkehr
Die Woiwodschaftsstraße DW 655 verbindet das Gemeindegebiet mit den Powiaten Giżycki und Olecki mit dem Powiat Suwalski in der Woiwodschaft Podlachien. Nebenstraßen und Landwege vernetzen die Orte der Gemeinde untereinander.
Danzig ist der nächste bedeutende internationale Flughafen. – Es besteht kein Bahnanschluss in der Gemeinde.

## Persönlichkeiten
- Der Pfarrer August Ballnus (1807–1871) war ein sozialer Wohltäter in Cichy, wo er auch starb.